# Galgenschanze
Galgenschanze ist ein Stadtquartier in der westlichen Innenstadt der kreisfreien Großstadt Kaiserslautern in Rheinland-Pfalz. Der gleichnamige Haltepunkt an der Biebermühlbahn liegt im benachbarten Stadtteil Bännjerrück/Karl-Pfaff-Siedlung.

## Lage
Das Quartier wird begrenzt im Norden durch die Pariser Straße, im Osten durch die Goethestraße und im Süden durch die Lautertalbahn.

## Geschichte
Der Begriff Galgenschanze wurde in der Zeit der Napoleonischen Kriege geprägt. Das Gebiet wurde um 1910 in die Siedlungsplanung der Stadt mit einbezogen. Ein Teil des Gebiets war schon vor 1933 bewohnt. Das Quartier war ursprünglich stark durch die Nachbarschaft zur Pfaff Industriesysteme und Maschinen AG geprägt. In der Straße An der Feuerwache existiert eine Begegnungsstätte Galgenschanze mit zwei Tagungsräumen.

## Infrastruktur
Galgenschanze ist über die Buslinie 104 der SWK Stadtwerke Kaiserslautern Verkehrs-AG an das Nahverkehrsnetz angebunden. Darüber hinaus befindet sich im Stadtteil  das Hohenstaufen-Gymnasium.